# ستيف بيني
ستيف بيني (بالإنجليزية: Steve Penney)‏ مواليد 6 يناير 1964 في بيليمينا، هو لاعب كرة قدم أيرلندي شمالي دولي سابق كان يلعب كلاعب وسط. سبق له أن لعب في كأس العالم لكرة القدم مع منتخب بلاده.

## المسيرة الاحترافية

### أندية لعب لها
- نادي بيليمينا يونايتد
- برايتون أند هوف ألبيون
- هارت أوف ميدلوثيان
- نادي بيرنلي

## روابط خارجية
- ستيف بيني على موقع قاعدة بيانات كرة القدم.إي يو (الإنجليزية)
- ستيف بيني على موقع ناشيونال فوتبول تيمز (الإنجليزية)
- ستيف بيني على موقع عالم كرة القدم.نت (الإنجليزية)